# Nachal Chamud
Nachal Chamud (hebrejsky: נחל חמוד) je vádí v severním Izraeli, na pomezí Dolní Galileji a údolí řeky Jordán.
Začíná v nadmořské výšce okolo 150 metrů na severním okraji náhorní planiny Ramat Kochav, jižně od vesnice Gazit. Ramat Kochav je řídce osídlenou náhorní plošinou, jejíž odlesněná vrcholová partie je zemědělsky využívána. Jde o nejzazší výběžek Dolní Galileje, který na severní, východní i jižní straně prudce spadá do příkopové propadliny v povodí řeky Jordán. Pouze na západní straně plynule přechází do planiny Ramot Isachar. Vádí směřuje k východu, míjí z jihu pahorek Giv'at Chamud a zařezává se rychle do bezlesých svahů. Zprava přijímá vádí Nachal Dana a sestupuje do údolí vádí Nachal Tavor, do kterého ústí zprava cca 3 kilometry jihovýchodně od vesnice Gazit.